# Maire Österdahl
Maire Österdahl   (Pori, 12 de febrer de 1927 - 18 d'abril de 2013) fou una atleta finlandesa, especialista en el salt de llargada, que va competir durant les dècades de 1940 i 1950.
El 1952 va prendre part en els Jocs Olímpics de Hèlsinki, on va disputar dues proves del programa d'atletisme. Fou novena en la prova del salt de llargada, mentre en els 4x100 metres quedà eliminada en sèries.
En el seu palmarès destaca una medalla de bronze en la prova del salt de llargada del Campionat d'Europa d'atletisme de 1950, rere Valentina Bogdanova i Wilhelmine Lust. A nivell nacional guanyà vuit edicions del campionat finlandès de salt de llargada (1949 a 1956), dos del pentatló (1951 i 1953) i una el de salt d'alçada (1949). Va millorar quatre vegades el rècord nacional del salt de llargada, fins a situar-lo en 5,79 metres el 1952.

## Millors marques
- Salt de llargada. 5,79 metres (1952)[1][4]